# 心理衛生指標
心理衛生指標（英語：mental health indicators）亦稱心理健康指標，為社會指標()，也是需求評估的策略之一，其用來客觀呈現或推測次級資料項目與心理衛生問題的聯結，提供相關服務與政策之實證性參考 。心理衛生指標最早是源自於流行病學研究發現疾病的方式，強調地區有較高的需求項目，例如，貧窮、失業、單親家戶、酒醉駕車率與其他相關人類服務需求的環境因素。

## 各國心理健康指標的發展現況

### 美國
近幾十年來，美國心理衛生專業領域(如社區心理衛生中心)已廣泛將社會指標做為需求評估、方案發展、長期政策規劃之工具 。例如，美國國家心理衛生研究院的研究人員在1970年代發展出一套「心理衛生人口特徵輪廓系統」(Mental Health Demographic Profile System, MHDPS) ，其項目資料是來自全國性大樣本的普查，重要指標內容包含有「社會位階」向度的經濟狀況、社會狀況 (職業)、知識狀況(教育)；「生活型態」向度的家庭狀況、家庭生命週期階段、居住生活型態與相關家庭方面；「族群」向度的社區穩定性、地區同質性與社會問題的高危險人口群。

## 延伸閱讀
- 美國心理衛生人口特徵輪廓系統之社會指標目錄[永久]
- Huebner, R. B.; Hull, J. W., & Small, K. H. . ERIC Document Reproduction Service (EDRS). 1978,. No. ED165062.
- Mustian, R. D.; See, J. J. . Journal of Health & Social Behavior. 1973,. 14(March): 23–27.
- Warheit, G. J.; Holzer, C., & Robbins, L. . Community Mental Health Journal. 1979, 15: 94–103.
- Pickren, Wade E.; Stanley F. Schneider. . American Psychological Association]. 2005. ISBN 1-59147-164-8.

## 外部連結
- 台灣社區心理學資訊網
- 香港社會指標網站(Social Indicators of Hong Kong)
- 社區指標聯盟 （页面存档备份，存于）(Community Indicators Consortium, CIC)
- 世界衛生組織：心理健康政策主題網頁 （页面存档备份，存于）(World Health Organization: Mental Health Policy)